# Noworajczichinsk
Noworajczichinsk – osiedle typu miejskiego w Rosji, w obwodzie amurskim. W 2010 roku liczyło 2143 mieszkańców.